# Antowie

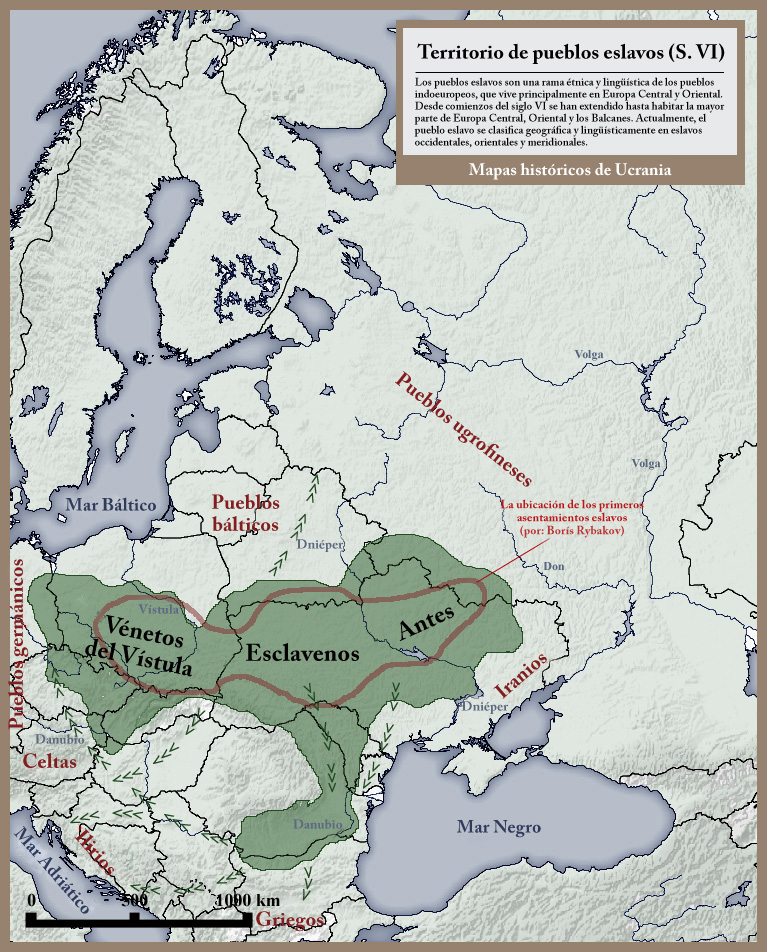
Słowiańszczyzna w VI wieku: przypuszczalne lokalizacje Antów, Sklawinów i Wenedów.

Antowie (gr. Ανταί, łac. Antes) – związek plemienny wschodnich Słowian, który w dużej mierze dał początek również Słowianom południowym; według części badaczy zeslawizowane plemię sarmackie (czasem utożsamiane z Aorsami/Alanami) lub odłam Słowian wschodnich podporządkowany rządzącej warstwie sarmackiej, która się z nimi zasymilowała. Zamieszkiwali w IV–VI w. między Dniestrem i Dnieprem.

## Etymologia nazwy
Profesor Jan Otrębski etnonim Antowie uważał za twór sztuczny, utworzony przez pisarzy starożytnych z drugiego (przyrostkowego) członu nazwy *Slavąta (tj. *Sław-ąta, porównaj polskie imię osobowe Sławęta, ukraińską nazwę miejscową Sławuta). Tadeusz Lehr-Spławiński uważał zaś, że nazwa ta może być etymologicznie bliska nazwie Wenedów.
Według Pavola Jozefa Šafárika określenie Antowie (Antes, Antae, czy u Pawła Diakona Anthaib) ukuli niemieccy sąsiedzi Słowian, a od nich przeszło do greki i łaciny:
angs. Ent (gigas), l.mn. Entas, przymiotnik entisc (giganteus olbrzymi), strniem. Anzi, goc. zapewne Ants, czyli Antus, skand. Atr i Tro [...] Słówko Anta podług organicznych ustaw języka naszego musiałoby brzmieć po cyrylsku, czyli starosłowiańsku Ѫта to jest Onta, nbul. Ata, ros., serb. Uta, korut. Vota, pols. Wąta, starocz. Ùta, nczes. Auta itd.
Historyk rosyjski Lew Gumilow tak tłumaczył ten etnonim:
Słowianie rozprzestrzenili się na północ, gdzie zwano ich Wenedami (słowo to do dziś zachowało się w języku estońskim), na południu nazywano ich Sklawinami, na wschodzie – Antami. Historyk ukraiński M. Brajczewski ustalił, że greckie słowo „Antowie” znaczy to samo co słowiańskie „Polanie”. Zachowało się słowo rodzaju żeńskiego „polanka” (поляница) w znaczeniu „bohaterka”. Ale słowa „polanie” w analogicznym znaczeniu dziś się nie używa, gdyż wyparło je z użycia tureckie słowo „bagadyr”.
Henryk Łowmiański zwrócił uwagę na niesłowiańską genezę nazwy Antów i na jej dawne występowanie na Kaukazie w przekazach Pomponiusza Meli („De Chorographia” I, 13: super Amazonas et Hyperboreos Cimmerii, Cissi, Anthiacae (lub: Cissianti, Achaei), Georgili, Moschi...) i Pliniusza („Naturalis historia” VI, 35: Ultra eos plane iam Scythae, Cimmerii, Cissi, Anthi, Georgi et Amazonum gens...), jednak odrzucał koncepcje łączenia ich z Czerkiesami-Adyge, Lezginami, Alanami, czy też poglądy jak np. Wiernadskiego, jakoby ci Słowianie zostali podbici przez Antów-Alanów i otrzymali nazwę swych zdobywców, ponieważ sami Słowianie nigdy tej nazwy nie używali, a posługiwali się nią Goci, którzy przekazali ją źródłom bizantyńskim, zresztą na krótko, bo po Pseudo-Maurycym ulega ona zapomnieniu (z wyjątkiem Gotów, którzy mogli zapamiętać ją dłużej, jeżeli prawdą jest, że przeszła do Beowulfa i źródeł longobardzkich – jako określenie Słowian). Według Łowmiańskiego Goci przenieśli na Słowian tę nazwę, gdyż pomiędzy tymi dwoma zespołami etnicznymi przebywał element trzeci, ściśle ze Słowianami związany, noszący nazwę Antów, którzy prawdopodobnie byli pochodzenia sarmackiego, na co może wskazywać duża liczba sarmackich kurhanów z I-II wieku w dorzeczu Rosi oraz przenikanie elementów kultury sarmackiej do kultury czerniachowskiej. To przeniesienie nazwy miałoby podobną analogię jak możliwe skojarzenie staroeuropejskich Wenetów ze Słowianami nadbałtyckimi, a następnie ze Słowianami w ogóle.
W nauce rosyjskiej i radzieckiej istniała tendencja do łączenia Antów z Rosomonami Jordanesa (łac. Rosomonorum gens), a tychże ze względu na podobieństwo nazwy z Roksolanami (Roxolani) Strabona, prawdopodobne *Ροσομανοι mogło być błędnie odczytywane jako Ροξολανοι, za poglądem tym optowali Piotr Trietjakow i Gieorgij Wiernadski oraz Aleksandr Udalcow.
Chińska Księga Hanów (spisana w I wieku) lokuje plemiona Yancai (奄蔡) w Azji, między Jeziorem Aralskim a Morzem Kaspijskim. Z Yancai można przypuszczalnie identyfikować innych Antów lub Alanów, mieszkających według Pliniusza i Ptolemeusza w pobliżu Morza Azowskiego.

## Antowie w źródłach z epoki
Antowie występują w Kronice Jordanesa z VI wieku, w tekstach Prokopiusza z Cezarei, Pseudo-Maurycego i Menandra Protektora. Wymienieni autorzy uważali Antów za Słowian. Istnieje hipoteza według której w tradycji wczesnosłowiańskiej przetrwały sarmackie wierzenia i tamgi, które dały początek m.in. znakom herbowym Rurykowiczów i polskiej szlachty. Jordanes twierdził, że wszystkie znane mu ludy słowiańskie są ze sobą spokrewnione. Z nazwy wymienia w swojej Kronice trzy: Antów, Wenedów i Sklawinów:

Sed nihil valet multitudo in bello, praesertim ubi et multido armata advenerit: nam hi, ut initio expositionis, vel catalogo gentis dicere coepimus, ab una stirpe exorti, tria nunc nomina reddidere, id est, Veneti, Antes, Sclavi; qui quamvis nunc, ita facientibus peccatis nostris, ubique desaeviunt: tamen tunc omnes Ermanarici imperiis servire.

Wenetowie zaś, jak podałem w wykazie szczepów na początku mojego wykładu, pochodząc z jednego pnia, występują dzisiaj pod trzema nazwami: Wenetów, Antów i Sklawenów. I chociaż dzisiaj, w wyniku naszych grzechów wszędzie się srożą, wtedy wszyscy spełniali pokornie rozkazy Ermenryka.

Jordanes zalicza Antów do plemion wschodniosłowiańskich zamieszkujących w IV wieku dorzecze Dniepru. Wymienia też ich wodza Boza i siedemdziesięciu naczelników, którzy w roku 375 zostali pokonani przez Ostrogotów króla Winitara i ukrzyżowani. Centrum ich osadnictwa w VI wieku występuje w rejonie Kaniowa. Na początku VII wieku walczyli z Awarami. Menander opisuje ich niepowodzenia w tej walce oraz poselstwo wysłane przez Antów do kagana Awarów. Przywódca poselstwa, Mezamir, wyniosłym zachowaniem oburzył kagana, który polecił go zabić.
Kiedy władcom Antów niedobrze się wiodło i wbrew swym nadziejom znajdowali się na dnie upadku, zaraz Awarowie grabili ich ziemie i łupili kraj. Utrapieni najazdami nieprzyjaciół Antowie wysłali do nich poselstwo, wybrawszy w tym celu Medzamirosa, syna Idaridziosa a brata Kalagastosa i prosili, aby wykupił kilku wziętych do niewoli współplemieńców. Medzamiros tedy przybywszy w poselstwie do Awarów, a będąc człowiekiem wymownym i lubiącym górnolotne słowa, przemawiał do nich trochę dumnie i hardo. Wtedy ów Kotagir, sprzyjający Awarom, a knujący jak najgorsze zamysły przeciw Antom, skoro Medzamiros mówił zbyt wyzywająco jak na posła, powiedział do chagana: „ten człowiek posiada u Antów największe wpływy i potrafi w każdym wypadku stawić czoło swoim wrogom; trzeba go zatem zgładzić, aby na przyszłość bez przeszkód najeżdżać na ich ziemie”. Za jego namową Awarowie podeptali przywileje poselskie i za nic mając sprawiedliwość zamordowali Medzamirosa. Od tego czasu jeszcze więcej niż przedtem spustoszyli ziemie Antów i nie przestali stamtąd uprowadzać ludzi i zdobyczy
Pseudo-Maurycy tak opisuje Antów i ich bliskość Sklawinom:
Terytoria Sklawinów i Antów leżą jedne za drugim, wzdłuż rzek i łączą się między sobą tak, że nie ma między nimi żadnej znaczniejszej przerwy. Mieszkają w lasach, wśród rzek, bagien, moczarów i mając rozliczne wyjścia ze swoich siedzib ze względu na mogące ich spotkać niebezpieczeństwa, wszystko co im jest potrzebne, składają w ukryciu, nie trzymając nic zbytecznego na widoku (Strategikon, VII w.)
Prokopiusz z Cezarei, w swojej Historii sekretnej, wymienia Antów kilkukrotnie, za każdym razem w niekorzystnym świetle i towarzystwie (tj. Medów, Saracenów, Sklawenów [...] i innych barbarzyńców, oraz Hunów):
Odkąd zaś Justynian wstąpił na tron, Hunowie, Sklaweni i Antowie niemal co rok najeżdżali Illirię i całą Trację – wszystko od Zatoki Jońskiej aż do samych przedmieść Bizancjum, wraz z Grecją i Chersonezem – i w straszliwy sposób gnębili tamtejszą ludność. Przy każdym takim zagonie ponad dwieście tysięcy Rzymian musiało, jak sądzę, stracić życie lub pójść w niewolę, w wyniku czego cały ten kraj stał się istną „scytyjską pustynią”.
Ponadto, chociaż Medowie i Saraceni spustoszyli znaczną część Azji, a Hunowie, Sklaweni i Antowie całą Europę, chociaż niektóre miasta zrównali z ziemią, a z innych ściągnęli ogromną kontrybucję, chociaż wreszcie całą niemal ludność wzięli w niewolę i zabrali jej wszystko, co posiadała – nawet wtedy Justynian nikomu nie umorzył podatku, z wyjątkiem jedynie miast, które zostały zdobyte, a i to tylko na jeden rok.
W swoim dziele Bellum Gothorum podaje więcej szczegółów dotyczących Antów:
Zatoka Meotycka wpada do Pontu euxyńskiego. Mieszkańcy tameczni, przedtem Cymmerowie zwani, już teraz nazywają się Uturguri. Dalsze krainy na północ zajmują nieprzeliczone narody Antów (populi Antarum infiniti), a opisawszy charakter i obyczaje Słowian kończy: Przedtem i Słowianie [Sklaweni] i Antowie jedno mieli imię; albowiem obadwa narody za starodawnych czasów zwano Spory (Σπόρους) dotego, jak mniemam, że σποράδην t.j. rozproszenie po wioskach swoich mieszkali. Dla tej też przyczyny zajmują obszerne ziemie; większa bowiem część krain z tamtej strony Istru w ich jest dzierżeniu.

### Anthaib Pawła Diakona

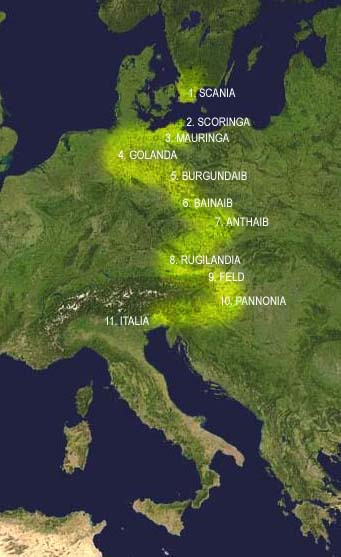
Trasa wędrówki Longobardów, z zaznaczeniem przypuszczalnego usytuowania Anthaib

Zagadkowa nazwa pojawia się w Historia Longobardorum przy opisie wędrówki z północy Longobardów. Winnilowie po zmianie nazwy na „długobrodych” udali się do Golaida (identyfikowane jako Golanda=Holandia), a następnie do Anthaib i Banthaib. „-aib” pochodzić ma od staro-wysoko-niemieckiego „eiba” (canton) region jakiegoś kraju, plemienia. Stąd Anthaib tłumaczone jest jako ziemia Antów, a Banthaib kojarzone z Boii i Bohemią. Ant-haib bywa kojarzone z podobną nazwą Antwerpii.
Fragment brzmi następująco w oryginale:

Igitur Langobardi tandem in Mauringam pervenientes, ut bellatorum possint ampliare numerum, plures a servili iugo ereptos ad libertatis statum perducunt. Utque rata eorum haberi possit ingenuitas, sanciunt more solito per sagittam, inmurmurantes nihilominus ob rei firmitatem quaedam patria verba. Egressi itaque Langobardi de Mauringa, applicuerunt in Golandam, ubi aliquanto tempore commorati, dicuntur post haec Anthab et Banthaib, pari modo et Vurgundaib, per annos aliquot possedisse; quae nos arbitrari possumus esse vocabula pagorum seu quorumcumque locorum.

Nie wiadomo, czy Antów Pawła Diakona można (i w jaki sposób) łączyć ze słowiańskimi Antami.